# دادگاه شهرستان مارکیوت
دادگاه شهرستان مارکیوت یک ساختمان دولتی می‌باشد که در ۴۰۰ خیابان سوم جنوبی در مارکیوت، میشیگان قرار گرفته‌است. در سال ۱۹۷۶ یک مکان تاریخی ایالت میشیگان را تعیین کرد و در سال ۱۹۷۸ در فهرست ملی اماکن تاریخی ثبت شد. دادگاه محل فیلم آناتومی یک قتل در سال ۱۹۵۹به کارگردانی اتو پرمینگر بود.

## تاریخ
در سال ۱۸۵۷، نخستین دادگاه کانتی مارکیوت، یک سازه چوبی بازسازی یونانی، در این مکان ساخته شد. در شروع قرن، آن ساختار نا کامل شده بود. در سال ۱۹۰۲، رای‌دهندگان با انتشار ۱۲۰٬۰۰۰ دلار اوراق قرضه برای ساختن یک دادگاه نوین موافقت نمودند. سازه پیشین به خارج از سایت منتقل گردید و شهرستان معمار مرکیوت دی. فرد چارلتون (چارلتون، گیلبرت و دمار/چارلتون و کوئنزلی) را برای طراحی ساختمان استخدام کرد. شرکت ساختمانی شمالی میلواکی، ویسکانسین، برای ساخت این ساختمان استخدام شد. شهرستان در نهایت ۲۴۰٬۰۰۰ دلار برای تکمیل ساختار هزینه کرد. در سال ۱۹۰۴ تکمیل شد.
دادگاه مکانی یک پرونده افترای مشهور در سال ۱۹۱۳ بود، مکانی که رئیس‌جمهور تئودور روزولت بر ضدناشر روزنامه ایشپمینگ جورج نیوت قضاوت نمود. روزولت شش سنت، «بهای یک روزنامه خوب» کسب کرد. پرونده دیگری که در اینجا مورد رصد قرار گرفت، فرتابنده رمان جان دی. وولکر، آناتومی یک قتل بود. نسخه سینمایی این رمان در سال ۱۹۵۹ به کارگردانی اتو پرمینگر در دادگاه فیلمبرداری گردید.
در سال‌های ۱۹۸۲–۱۹۸۴، ساختمان دادگاه با هزینه ۲٫۴ میلیون دلار نوسازی شد. یک دادگاه و زندان نوین در این حوالی ساخته شد که توسط یک تونل به هم متصل شد، ولی ساختمان ۱۹۰۴ همچنان در حال استفاده است.

## معماری و طراحی
دادگاه کانتی مارکیوت یک ساختمان هنرهای زیبا و نئوکلاسیک می‌باشد، با یک توده ۳ طبقه مرکزی که توسط بالهای ۲ طبقه احاطه گردیده‌است. حدوداً شکل ماسه سنگ مکانی بر روی یک قاب فولادی ساخته شده‌است. یک رواق بزرگ ورودی را می‌پوشاند که با ۲۳-فوت (۷٫۰-متر) ستون‌های دوریک گرانیتی از مین. گلدسته دوریک با قرنیز مسی خط سقف را دور می‌زند. یک گنبد مسی بر ساختمان قرار گرفته و بالای سالن دادگاه طبقه ۲ واقع شده‌است.
داخل دادگاه با چوب ماهون و مرمر کامل شده‌است. کاشی‌های عرق زا، فرش‌های پشمی و شیشه‌های رنگی ساختمان را پر کرده می‌باشد.

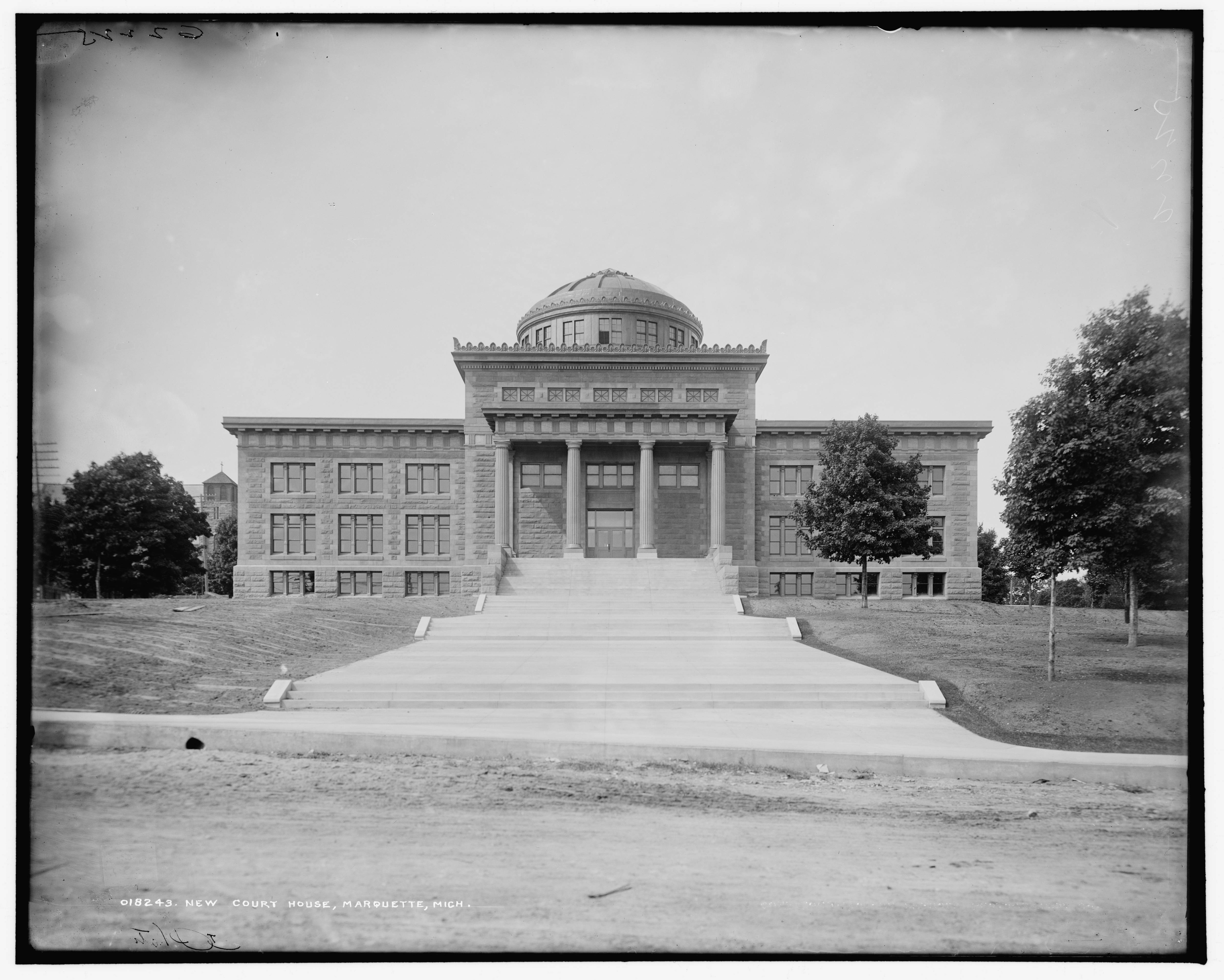
دادگاه شهرستان مارکیوت ج. ۱۹۰۵
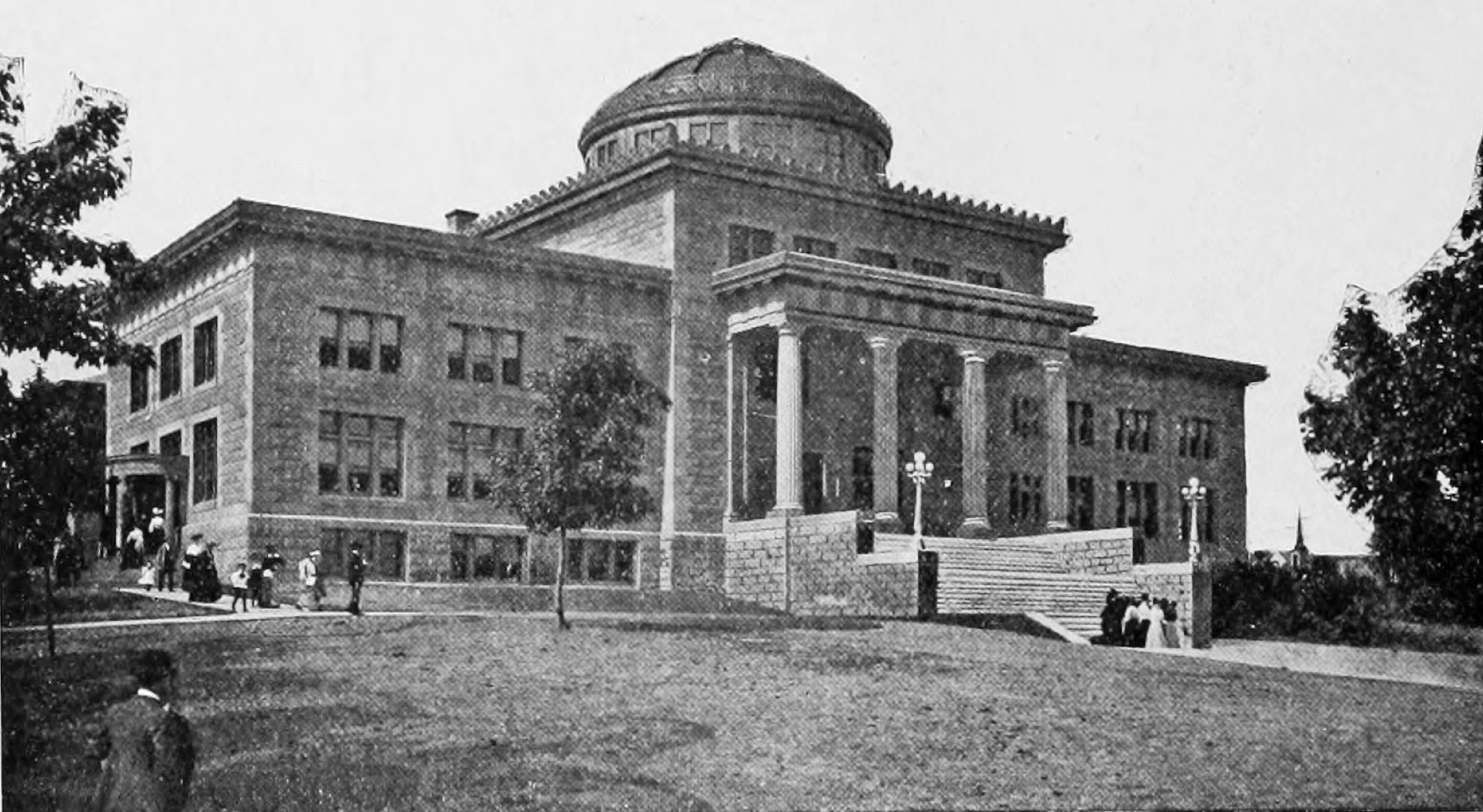
دادگاه شهرستان مارکیوت، ۱۹۱۲
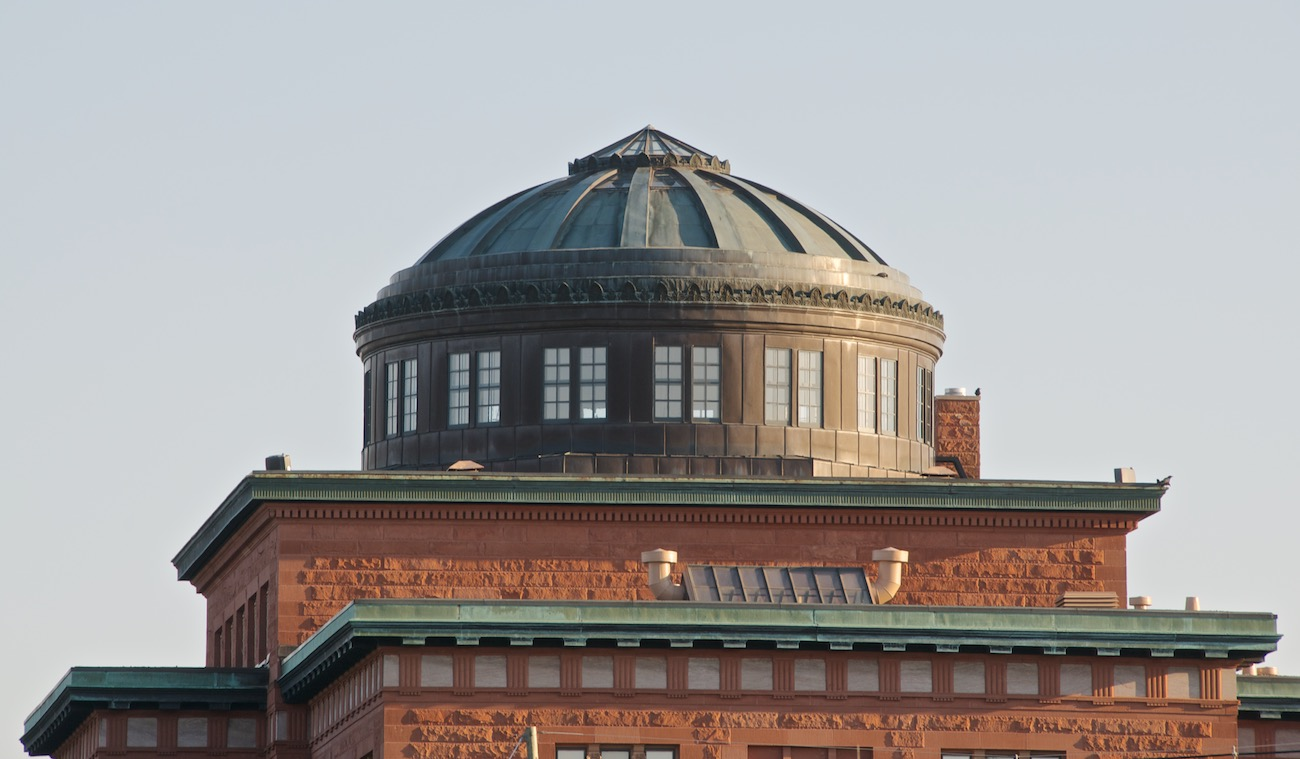
گنبد دادگاه شهرستان مارکیوت